# تابش‌گر همسانگرد

پویانمایی امواج یک تابش‌گر همسانگرد (نقطه قرمز). با دور شدن از منبع، دامنه امواج، برعکس فاصله کاهش می‌یابد و توان با مجذور معکوس فاصله کاهش می‌یابد، که در شکل، با کاهش کنتراست نشان داده شده‌است (جبهه امواج). این شکل، تنها امواج را در صفحه‌ای که از منبع می‌گذرد نشان می‌دهد. یک منبع همسانگرد در واقع در هر سه بعد می‌تابد.

تابشگر همسانگرد، یا تابشگر ایزوتروپیک، یک منبع نقطه‌ای نظری امواج الکترومغناطیسی یا صوتی است که در همه جهت‌ها یکنواخت (با شدت یکسان) می‌تابد. جبهه‌های موج این تابشگر، کره‌هایی هم‌مرکز هستند که مرکزشان، منبع است. تابشگر همسانگرد به عنوان تابشگر مرجع استفاده می‌شود که منابع موج دیگر با آن مقایسه می‌شوند؛ برای نمونه در تعیین بهرۀ آنتن‌ها. یک تابشگر همسانگرد همدوس امواج الکترومغناطیسی، از نظر تئوری ناممکن است، اما تابشگر ناهمدوس می‌تواند ساخته شود. تابشگر همسانگرد صوتی هم امکان‌پذیر است زیرا صدا یک موج طولی است.

## فیزیکتابشگر همسانگرد
در فیزیک، تابشگر همسانگرد، یک تابش نقطه‌ای یا یک منبع صوتی است. در فاصله دور، خورشید یک تابشگر همسانگرد الکترومغناطیسی است.

### تئوری آنتنتابشگر همسانگرد
در تئوری آنتن، آنتن همسانگرد یک آنتن فرضی است که امواج رادیویی را با شدت یکسان در همه جهت‌ها می‌تابد. بنابراین جهت‌داری آن صفر dBi (dB نسبت به همسانگرد) است. ازآنجاکه تابش این تابشگر کاملاً غیرجهت‌دار است، به عنوان بدترین حالت فرض می‌شود که آنتن‌های جهت‌دار را می‌توان با آن مقایسه کرد.
در واقعیت، یک تابشگر همسانگرد همدوس با قطبش خطی ناممکن است. چراکه تابش آن نمی تواند با معادله موج هِلم‌هولتز (که از معادلات ماکسول گرفته شده‌است) همزمان در همه جهت‌ها سازگار باشد. کره‌ای با شعاع بزرگ را در اطراف منبع نقطه‌ای فرضی، در میدان دور الگوی تابش فرض کنید، طوری‌که در آن شعاع، موج در یک ناحیه، مسطح باشد. در میدان دور، میدان الکتریکی (و مغناطیسی) یک موج مسطح در فضای آزاد همیشه عمود بر جهت انتشار موج است. بنابراین میدان الکتریکی باید در همه جا مماس با سطح کره باشد و در طول آن سطح پیوسته باشد. بااین‌حال، قضیه توپ مودار نشان می دهد که یک میدان برداری پیوسته مماس بر سطح یک کره باید در یک یا چند نقطه از کره به صفر برسد، که با فرض یک تابشگر همسانگرد با قطبش خطی ناسازگار است.
اما آنتن‌های همسانگرد ناهمدوس، عملی هستند و معادلات ماکسول را نقض نمی‌کنند.</link> در عمل، آنتن‌های کوچک از همه نوع، تقریباً همسانگرد هستند، اگر بزرگترین بُعد آنها بسیار کمتر از طول موج باشد (مثلاً ~1/ 10  طول موج یا کمتر): هر چه آنتن کوچکتر باشد، تقریباً همسانگردتر می‌شود. 
حتی اگر آنتنِ کاملا همسانگرد، عملی نباشد، می‌تواند به عنوان معیار مقایسه برای محاسبه جهت‌داری آنتن‌های واقعی استفاده می‌شود. بهره آنتن، G، که برابر است با حاصل‌ضرب جهت‌داری آنتن و راندمان آنتن، به عنوان نسبت شدت {\displaystyle I} (توان بر واحد سطح) توان رادیویی دریافت‌شده در فاصله معینی از آنتن (در جهت بیشترین تابش) به شدت{\displaystyle I_{\text{iso}}\ } دریافت‌شده از یک آنتن همسانگرد بی‌تلفات کامل در همان فاصله تعریف می‌شود. این، بهرۀ همسانگرد نامیده می‌شود{\displaystyle G={\frac {I}{~\ I_{\text{iso}}\ }}~.}بهره اغلب با واحد لگاریتمی دسی‌بل (dB) بیان می‌شود. هنگامی‌که بهره برحسب آنتن همسانگرد محاسبه می‌شود، به آن دسی‌بل ایزوتروپیک (dBi) می‌گویند.{\displaystyle G{\text{(dBi)}}=10\ \log _{10}\left({\frac {I}{~\ I_{\text{iso}}\ }}\right)~.}بهرۀ هر آنتن کاملا کارآمد که روی همۀ جهت‌ها میانگین گرفته شده‌است، 1، یا 0 dBi است.

#### گیرندۀ همسانگرد
در اندازه‌گیری EMF، یک آنتن گیرندۀ همسانگرد، یک گیرنده رادیویی کالیبره‌شده با آنتنی است که تقریبا الگوی تابش دریافت همسانگرد دارد؛ یعنی حساسیت تقریباً یکنواختی نسبت به امواج رادیویی از هر سو دارد و به عنوان یک ابزار اندازه‌گیری برای اندازه‌گیری منابع الکترومغناطیسی و کالیبراسیون آنتن ها استفاده می‌شود. آنتن گیرنده همسانگرد معمولاً با سه آنتن متعامد با الگوی تابشی همه‌سویه، مانند دوقطبی‌ کوتاه یا آنتن حلقوی کوچک پیاده می‌شود.
پارامتری که برای تعیین دقت اندازه‌گیری‌ استفاده می‌شود، انحراف همسانگرد نامیده می‌شود.

## همچنین ببینید
- الگوی انتشار
- E-plane و H-plane

## لینک‌ها به بیرون
- رادیاتورهای ایزوتروپیک ، آنتن های ماتزنر و مک دونالد، arXiv
- آنتن D.Jefferies
- رادیاتور همسانگرد AMS واژه نامه
- پتنت ایالات متحده 4,130,023 - روش و دستگاه برای آزمایش و ارزیابی عملکرد بلندگو
- مفاهیم غیر کشنده - مفاهیم برای اطلاعات نیروی هوایی بایگانی‌شده  در ۲۰۰۷-۰۴-۳۰ توسط Wayback Machine  </link> نشریه نیروی هوافضا، زمستان 1994 منتشر شد
- واژه نامه
- پیشینه مایکروویو کیهانی – مقدمه
- رادیاتورهای ایزوتروپیک بایگانی‌شده  در ۲۰۱۴-۰۸-۱۹ توسط Wayback Machine  </link> موسسه فناوری دانشگاهی هولون

1. ↑  Acoustic isotropic radiators, however, are possible because sound waves in a gas or liquid are longitudinal waves and not transverse waves (as electromagnetic waves are).
2. ↑  Although all small antennas are very nearly isotropic, there is often a vanishingly narrow "null" direction – a violation of isotropy – which never actually goes away, no matter how small the antenna may be. Usually the null direction(s) either lie along the axis of the antenna wire (for electrical antennas) or is perpendicular to the plane of the loop (for magnetic antennas).